# Helmut Kremers
Helmut Kremers (* 24. březen 1949, Mönchengladbach) je bývalý německý fotbalista. Hrával na pozici obránce.
S německou reprezentací získal zlatou medaili na mistrovství světa 1974, byť na závěrečném turnaji nenastoupil. Celkem za národní tým odehrál 8 utkání.
Dvakrát vyhrál německý pohár, jednou s tehdy druholigovým Kickers Offenbach (1969/70), jednou se Schalke 04 (1971/72). V Bundeslize dosáhl nejlepšího výsledku v sezónách 1971/72 a 1976/77, kdy se Schalke dosáhl na druhou příčku.
Jeho bratr-dvojče Erwin Kremers byl rovněž fotbalistou a německým reprezentantem.